# 3980 Hviezdoslav
3980 Hviezdoslav (1983 XU) là một tiểu hành tinh vành đai chính được phát hiện ngày 4 tháng 12 năm 1983 bởi Mrkos, A. ở Klet. Tiểu hành tinh đặt tên theo nhà thơ Slovak Pavol Országh Hviezdoslav.